# Al-Hurr Ibn Abd ar-Rahman as-Sakafi
Al-Hurr ibn Abd ar-Rahman as-Sakafi, arab. الحر بن عبد الرحمن الثقفي - trzeci arabski namiestnik Al-Andalus, sprawujący swój urząd od roku 716 do marca/kwietnia 719 roku.
Był on bratankiem zdobywcy Al-Andalus Musy ibn Nusajra. Został mianowany zarządcą prowincji przez namiestnika Kairuanu Muhammada ibn Jazida. Na Półwysep Iberyjski przybył wraz z czterystoma szlachetnie urodzonymi Arabami z Ifrikijji, wśród których byli pierwsi arabscy arystokraci przybyli do Al-Andalus. Jedną z pierwszych decyzji Al-Hurra było przeniesienie stolicy prowincji z Sewilli do bardziej centralnie położonej Kordoby. Będąc z urodzenia Kajsytą Al-Hurr popierał to stronnictwo plemienne kosztem Jemenitów oraz prowadził twardą politykę wobec podbitej elity rzymsko-wizygockiej. Przybyli wraz z nim z Kairuanu ulemowie rozpoczęli realizowanie zadania bezlitosnej redystrybucji skonfiskowanej pokonanym ziemi i własności. To być może za namiestnictwa Al-Hurra miała miejsce bitwa pod Covadongą, którą tradycyjnie uważa się za początek rekonkwisty, chociaż jej data pozostaje niejasna. Al-Hurr został pozbawiony namiestnictwa przez kalifa Umara ibn Abd al-Aziza (717 - 720), który mianował jego następcą As-Samha ibn Malika.